# ميغيل غوتيريز (كاتب)
ميغيل غوتيريز (بالإسبانية: Miguel Gutiérrez)‏ هو كاتب بيروفي، ولد في 27 يوليو 1940 في بيورا في بيرو، وتوفي في 13 يوليو 2016 بسبب نوبة قلبية.